# Капраграса I (Кјети)
Капраграса I (итал. Capragrassa I) је насеље у Италији у округу Кјети, региону Абруцо.
Према процени из 2011. у насељу је живело 152 становника. Насеље се налази на надморској висини од 203 м.